# HTTP referer
Referer (от ошибочного написания англ. referrer — «отсылающий, направляющий») — в протоколе HTTP один из заголовков запроса клиента. Содержит URL источника запроса. Если перейти с одной страницы на другую, referer будет содержать адрес первой страницы. Часто на HTTP-сервере устанавливается программное обеспечение, анализирующее referer и извлекающее из него различную информацию. Так, например, владелец веб-сайта получает возможность узнать, по каким поисковым запросам, как часто и на какие именно страницы попадают люди. Если HTTP-клиент загружает с сервера картинку, представленную на какой-либо странице, то referer будет содержать адрес этой страницы. Некоторые HTTP-серверы перед выдачей картинки анализируют referer и не показывают картинку, если запрос приходит с другого сайта (а, например, показывают маленькое изображение-заглушку).
Любопытно, что написание английского слова referrer как referer является орфографической ошибкой, однако оно вошло в официальные спецификации протокола HTTP.
Бывает, что сервер отказывается выдавать нужное содержимое без определённой строки referer, поэтому многое клиентское ПО имеет возможность выставить эту строку вручную — например, в программе wget это осуществляется при помощи опции «--referer».